# Scotocyma euryochra
Scotocyma euryochra là một loài bướm đêm trong họ Geometridae.